# Anna Tsybuleva
Anna Tsybuleva (Arjyz, 12 de agosto de 1990) es una pianista clásica rusa. Ganó el Concurso Internacional de Piano de Leeds en 2015. Entre sus grabaciones destaca la interpretación del Concierto para piano n.º 2 de Brahms con la Deutsches Symphonie-Orchestre de Berlín.

## Formación
Tsybuleva nació en 1990.   Su madre, Svetlana Tsybuleva, era música e historiadora del arte, y su padre, radiofísico.  Tsybuleva se crio en Nizhny Arkhyz en Karachay-Cherkessia, Rusia. Tocó el piano desde los seis años, al principio enseñada por su madre, y también tocó brevemente el violín.   Asistió a la Escuela de Música Shostakovich en Volgodonsk (2000–3) y a la Escuela Central de Música de Moscú (2003–9). En 2009 ingresó al Conservatorio de Moscú (en la clase de la profesora Ludmila Roschina), donde se graduó en 2014 y comenzó sus estudios de posgrado, así como en la Academia de Música de la ciudad de Basilea (en la clase de Claudio Martínez Mehner) en Suiza. Entre sus profesores se encuentran Elena Vorobyova y Ludmila Roschina.  

## Carrera y premios
Tsybuleva ha ganado varios concursos de piano en su país, incluido el Concurso Nacional Ruso de Piano en Rostov (2001), el Concurso Internacional de Piano en Murmansk (2002) y el Concurso Internacional de Piano Nasedkin en Yaroslavl. Ganó también el Concurso Internacional de Piano SEILER en Kitzingen, Alemania (2003). Más adelante ganó el Concurso Internacional de Piano en Ibla, Italia (2011).  En 2012, ganó el Concurso Internacional de Piano Emil Gilels en Odesa, Ucrania, y también quedó en cuarto lugar en el Concurso Internacional de Piano Hamamatsu en Japón.    En 2015, ganó el prestigioso Concurso Internacional de Piano de Leeds, en el Reino Unido, siendo la segunda mujer en hacerlo.  
Ha actuado internacionalmente con orquestas como la Orquesta Sinfónica de Tokio, la Orquesta Filarmónica Real y la Orquestaa Hallé, así como con orquestas de su país como la Orquesta Filarmónica de San Petersburgo. 

## Recepción de la crítica
El director de orquesta británico Mark Elder calificó a Tsybuleva como "una ganadora verdaderamente emocionante" del concurso de Leeds.  El crítico musical Andrew Clemens de The Guardian, consideró que su "éxito ciertamente llamó la atención" y criticó su interpretación del Concierto para piano núm. 2, escribiendo que "a pesar de toda la fluidez de su interpretación, a menudo parecía incapaz de ver la forma general de la obra, en lugar del detalle de cada momento que pasa".  Erica Worth, editora de la revista Pianist, consideró que su interpretación no logró transmitir la "calidez, seriedad, una cierta humildad, un sentimiento de haber vivido, sin mencionar un tono rico y aterciopelado y un dominio absoluto sobre el teclado" que el concierto requiere.  La comentarista de BBC Radio 3, Lucy Parham, elogió su "lectura madura, elegante y comunicativa de esta obra tan exigente". 
Murray Mclachlan en la revista International Piano, la describió como una "intérprete nata" con "cualidades incuestionables como artista"; consideró que su interpretación del concierto de Brahms "quizás careció de consistencia", pero añadió: "no había duda de que estaba disfrutando muchísimo cada minuto. La obra fue tomada por el cuello y ejecutada con enérgico entusiasmo, valentía y corazón". Mclachlan también elogió "sus fascinantes y exquisitos sonidos" al interpretar los Préludios de Debussy. 
Al comentar un recital de 2016, el gran pianista británico Peter Donohoe calificó a Tsybuleva como "una de las mejores músicas jóvenes de su generación". Comentó su "infalible sentido de la respiración y el espacio y su instinto de apropiación del tempo en relación con su enfoque del sonido y la frase", y apreció la "imaginación e integridad" de sus interpretaciones de los Estudios sinfónicos de Schumann y de las 10 piezas Op 12 de Prokófiev. 
En una reseña en el Telegraph de una interpretación de 2018 del Concierto para piano de Schumann con la Orquesta Filarmónica Real de Liverpool, David Fanning escribe que Tsybuleva puede "flotar líneas largas y líricas con un tono de canto amortiguado" y "mezclar pasajes ondulantes con la orquesta", pero la caracterizó como "predecible y corta en fantasía", y concluye que "podría beneficiarse si ampliara sus intenciones musicales". 

## Grabaciones
La primera grabación de Tsybuleva de Fantasías de CPE Bach, Beethoven, Schubert y Brahms se lanzó en 2017. Jed Distler, en una crítica para la revista Gramophone, elogia su "magnífico pianismo y su musicalidad inteligente", aunque indica que "un poco más de impulso y ferocidad" habrían mejorado estilísticamente la fuga de la Wanderer Fantasy de Schubert.  Peter Burwasser, en una reseña de la revista Fanfare, describe su forma de tocar como "reflexiva, elegante, pero emocionante". 
En 2021, Tsybuleva lanzó una grabación del segundo concierto para piano de Brahms; Huntley Dent, en una reseña de Fanfare, señala su falta de poder en comparación con otros pianistas de referencia, pero elogió el "impulso incansable y la técnica poderosa" del Scherzo, la "poesía" del Andante, de ritmo más rápido de lo habitual, y el "Lectura especialmente animada y llena de brío" del Finale.  Donald R. Vroon, en una reseña más crítica para la American Record Guide, afirma que su forma de tocar carecía de "peso y grandeza" y, en cambio, era "de estilo francés y delicada". 

## Discografía
| Año  | Título | Compositor                          | Compañía discográfica | Referencia | Otros artistas                                                       |
| ---- | --- | ----------------------------------- | --------------------- | ---------- | -------------------------------------------------------------------- |
| 2017 | Fantasía en fa sostenido menor, H.300 Fantasía, Op.77 Fantasía en do mayor Wanderer-Fantasie, D.760 Fantasía, Op.116                                  | CP E Bach Beethoven Schubert Brahms | Champs Hill           | CHRCD131   |                                                                      |
| 2021 | Concierto para piano n.º 2 Capriccios: en fa♯ menor, op. 76/1; en si menor, op. 76/2; en C, op. 76/8Intermezzos : en mi ♭, op. 117/1; en A, op. 118/2 | Brahms                              | Signum                | Signo 674  | Deutsches Symphonie-Orchestre de Berlín, dirigida por Ruth Reinhardt |